# عامر المراني
عامر المراني سياسي يمني. هو وزير النقل اليمني في حكومة الإنقاذ الوطني برئاسة عبد العزيز بن حبتور التابعة للمجلس السياسي الأعلى في سلطة صنعاء منذ 10 نوفمبر 2018.